# Preklopljeno zdravilo
Preklopljeno zdravilo je zdravilo, ki je bilo sprva na voljo le na recept, vendar so kasneje zaradi preizkušene varnosti in enostavnosti za uporabo dovolili izdajo brez recepta.
Na splošno velja, da se zdravilo na recept, ki bi lahko bilo potencialno preklopljeno na režim izdaje brez recepta, uporablja za akutne težave, ki jih bolnik zlahka sam diagnosticira, ter njegova uporaba predstavlja nizko tveganje za zlorabo.
Izraz preklopljeno zdravilo se je v javnosti pojavil leta 2003 v intervjuju s takratno predsednico Lekarniške zbornice Slovenije asist. dr. Andrejo Čufar, mag. farm.

## Primeri preklopljenih zdravil
Danes je v svetovnem merilu na voljo več kot 200 preklopljenih učinkovin v različnih farmacevtskih oblikah. Orlistat je bilo prvo zdravilo v Evropski uniji, ki so ga preklopili po centraliziranem postopku. V nekaterih državah, npr. v Veliki Britaniji, je brez recepta na voljo kloramfenikol v obliki kapljic za oči. V Veliki Britaniji je preklopljeno zdravilo tudi azitromicin za zdravljenje okužb s klamidijo. Na Švedskem je bil preklopljen omeprazol.